# ACO (シンガーソングライター)
ACO（アコ、1977年2月3日 - ）は、日本の女性シンガーソングライター。愛知県名古屋市出身。

## 経歴
1977年2月3日生まれ、名古屋出身。前所属事務所に送ったデモテープが関係者の耳に止まったのがきっかけとなり、1995年に18歳でシングル「不安なの」でHIT STREETからメジャーデビューした。その後順調に作品の発表を続けるが、1998年に所属レーベルであるHIT STREETが解散し、キューンレコードに移籍した。（2006年3月まで在籍）
1999年、Dragon Ashのシングル「Grateful Days」にゲスト参加。このシングルがミリオンセラーを記録し、ACOの名が広く知られるようになった。同年、砂原良徳のプロデュース（電気グルーヴ脱退後の初仕事）で制作され、テレビドラマ『砂の上の恋人たち』のテーマソングとなったシングル「悦びに咲く花」が30万枚を超える売上を記録。その後発売したアルバム『Absolute Ego』も売上は10万枚に達しさらに知名度を高め、ファッション誌にモデルとして登場するなど活動の場を広げた。
2002年、「ROCK IN JAPAN FESTIVAL」へ出演予定だったが、直前に交通事故に遭い、顎の骨を骨折。フェス参加をキャンセルした。
その後も、トリッキー、アルファ、エイドリアン・シャーウッド、ムーム、といったプロデューサーを迎え入れ、作品を発表。2003年にアルバム『irony』発売後は、ドイツに住居を移し長期の創作活動に入る。この時Carsten Nicolaiと音源を制作、『irony』の流れを受けたダークなエレクトロニカ路線の一枚のアルバムを完成させたが、発売は中止に。移住から1年後に帰国する。
帰国後、kj（Dragon Ash）、砂原良徳、Aoki Takamasaら日本のプロデューサーを迎えて制作された約3年ぶりの発表となるミニアルバム『Mask』を発売した。
2006年、バンド「Golden Pink Arrow♂」を結成した。国外の活動も視野に入れ、全編英語詞の歌のデモをMySpace上で公開している。
2007年、新たに所属事務所をナチュライズ・マネージメントに移籍。再びソロ・アーティストとしての活動を開始した。2007年12月19日には初のBEST ALBUM「ACO BEST~girl's Diary」を発売した。

## ディスコグラフィ

### デジタル・シングル
- MY DEAREST FRIEND（2009年9月2日）
- バラ色の世界（2009年11月4日）

### 参加作品
| 発売日                                                         | タイトル                                          | 規格品番          | 収録曲                                       |
| -------------------------------------------------------------- | ------------------------------------------------- | ----------------- | -------------------------------------------- |
| 1999年5月1日                                                   | Dragon Ash feat.ACO, ZEEBRA『Grateful Days』      | VICL-35057        |                                              |
| 2000年6月21日                                                  | DJ KRUSH feat.ACO, TWIGY『Tragicomic』            | KSC2-344          |                                              |
| 2008年1月14日 ※日付はNATURALIZE MANAGEMENTに掲載された日による | ほしのうた                                        |                   | THE BROAD BAND featuring ACO (BBIQ CMソング) |
| 2005年04月27日                                                 | Ki/oon Records Overseas Compilation               | KSCL-815 KSCL-817 | 町                                           |
| 2007年10月17日                                                 | Rock for Baby                                     | KSCL-1212         | カンフーレディー                             |
| 2008年4月2日                                                   | タカチャ feat.ACO『ナミダ』                       | ESCL-3054         |                                              |
| 2009年1月21日                                                  | Eccy『Narcotic Perfumer』                         | HRSY-108          | Life feat.ACO                                |
| 2010年6月23日                                                  | iLL『∀』                                          | KSCL-1601         | A Day feat.ACO                               |
| 2010年08月18日                                                 | CLIMAX Sweet ～女性ヴォーカル・セレクション       | MHCL-1795         | 悦びに咲く花                                 |
| 2011年09月21日                                                 | bmr presents MELLOWS/Domestic Mellow R&B playlist | VICL-63783        | 悦びに咲く花                                 |
| 2011年12月7日                                                  | nouvo nude『FLASH CUBE』                          | UDCD-0015         | sonatine feat.ACO                            |

### 楽曲提供
- 坂本真綾「Colors」（作曲）
- 高杉さと美「青い花」（作詞・作曲）

## ミュージックビデオ
| 監督          | 曲名                                                                                                |
| 石田悠介      | 「Innocent」                                                                                        |
| 小島淳二      | 「ハートを燃やして」                                                                                |
| semiconductor | 「町」                                                                                              |
| 竹内スグル    | 「4月のヒーロー」「悦びに咲く花」                                                                   |
| 野村浩司      | 「愛したあなたは強いひと」                                                                          |
| 深津昌和      | 「MY DEAREST FRIEND」「ya-yo!」 (出演:おぎやはぎ)                                                   |
| 宮坂まゆみ    | 「Home Sweet Home」                                                                                 |
| MEISEI'S      | 「不安なの」「Kittenish Love」「DROP」「揺れる体温」「やわらかい肌」「Lady Soul」「哀愁とバラード」 |
| YOSHIROTTEN   | 「赤いよ」                                                                                          |
| 不明          | 「でておいで」「バラ色の世界」「星ノクズ」                                                          |

## 主なライブ
- 1997年08月18日 - Hit&Run 2000GTR-S
- 2000年08月19日 - RISING SUN ROCK FESTIVAL 2000 in EZO
- 2000年08月22日 - RUSH BALL 2000
- 2000年09月03日 - SPACE SHOWER TV SWEET LOVE SHOWER 2000
- 2001年08月04日 - ROCK IN JAPAN FESTIVAL 2001
- 2002年12月09日 - 百鬼夜行 2002
- 2003年12月30日 - COUNTDOWN JAPAN 03/04
- 2010年07月30日 - FUJI ROCK FESTIVAL '10 (「Nabowa feat. ACO」として出演)
- 2010年10月14日 - ART-SCHOOL 10th Anniversary tour Anesthesia
- 2010年12月09日 - タワーレコード梅田大阪マルビル店15周年記念ライブ 「音ノ輪～CIRCLE OF MUSIC～その3:ビールの日
- 2012年04月14日 - GO OUT JAMBOREE 2012
- 2012年05月02日 - GAN-BAN NIGHT SPECIAL presents DEXPISTOLS 『Lesson.07"Via″』 RELEASE PARTY
- 2012年06月23日 - Shimokitazawa GARDEN presents「Acute Theory」THE SHOWER OF SOUND
- 2012年10月05日・06日 - ART-SCHOOL「BABY ACID BABY」TOUR 2012
- 2013年01月14日 - (M)otocompo 2013年 新春ツアー「OTOCOの熱狂元年」
- 2014年02月02日 - ACO×toe
- 2014年12月15日 - Chara×THE NOVEMBERS / ACO LIVE 2014
- 2015年08月15日 - RISING SUN ROCK FESTIVAL 2015 in EZO
- 2016年01月11日 - ACO ～Valentine～ Special Guest 岸田繁（くるり）
- 2016年03月26日 - IMAIKE GO NOW 2016
- 2016年04月16日 - GO OUT JAMBOREE 2016

## 関連人物
- SILENT POETS
- 砂原良徳
- 名越由貴夫
- 吉澤はじめ